# Discomyza africana
Discomyza africana är en tvåvingeart som beskrevs av Cresson 1939. Discomyza africana ingår i släktet Discomyza och familjen vattenflugor. Inga underarter finns listade i Catalogue of Life.